# Marie-Laure Ndongo
Marie-Laure Ndongo, de son nom complet Marie Laure Akin-Olugbade née Ndongo-Seh est une économiste camerounaise.

## Biographie

### Enfance, études et débuts
Marie-Laure Ndongo est titulaire d'un master en économie appliquée de l'université Paris-Dauphine et d'un diplôme supérieur en gestion de l'université Panthéon-Sorbonne en France.

### Carrière
Marie-Laure Ndongo commence sa carrière à la banque africaine de développement en 1991 dans la salle des marchés du département de la trésorerie. Elle occupe ensuite le poste de chef de division des services techniques financiers, où elle pilote la mise au point de nouveaux produits financiers et de solutions de gestion des risques.
Puis chef de bureau de la Banque au Ghana en 2010, elle supervise un portefeuille d'opérations de prêt et de non-prêt. Après avoir assumé ces responsabilités, elle est nommée directrice générale de la région d'Afrique de l'Ouest en 2018 et cinq ans après, vice présidente chargée du développement régional, de l'intégration et de la prestation de services à la banque.
En 2016, Marie-Laure Ndongo est nommée directrice générale adjointe du développement et de la prestation de services pour l’Afrique de l’Ouest.

## Voir Aussi